# Populorum Progressio
Populorum Progressio (Latijn voor de Ontwikkeling der Volkeren) is de titel van de encycliek die paus Paulus VI uitvaardigde op 26 maart 1967. De encycliek was een vervolg op de encycliek Mater et Magistra van paus Johannes XXIII die op haar beurt verscheen ter gelegenheid van de zeventigste verjaardag van de encycliek Rerum Novarum van paus Leo XIII. Twintig jaar na Populorum Progressio publiceerde paus Johannes Paulus II zijn sociale encycliek, Sollicitudo Rei Socialis. Deze vier documenten vormen samen met de in juli 2009 verschenen encycliek Caritas in Veritate van paus Benedictus XVI de hoekstenen van de sociale leer van de Rooms-Katholieke Kerk.

## Internationale sociale leer
De encycliek is de eerste encycliek in de geschiedenis van de Kerk die - in het bijzonder - handelt over de internationale dimensies van sociale gerechtigheid. Zoals de paus, in de inleiding stelt:

De ontwikkeling van de volken, vooral van die, welke zich inspannen om het leed van honger, gebrek, endemische ziekten en onwetendheid te boven te komen; die verlangen naar een groter aandeel aan de vruchten van de beschaving, en een meer daadwerkelijke waardering eisen van hun menselijke kwaliteiten; die met vastberadenheid streven naar een vollediger zelfontplooiing: deze ontwikkeling vormt het voorwerp van de levendige aandacht en belangstelling van de katholieke Kerk.

De paus zegt dat het sociale vraagstuk nu - voor het eerst in de geschiedenis - vooral een internationaal vraagstuk geworden is:

De hongerlijdende volken doen thans een dramatisch appèl op de welvarende volken. De Kerk voelt zich als het ware opgeschrikt door deze angstkreet en doet daarom een beroep op iedereen om met liefde gehoor te geven aan deze noodkreet van zijn broeders

## OprichtingPauselijke CommissieIustitia et Pax
Vooruitlopend op deze encycliek had de paus al in januari de Pauselijke Commissie Iustitia et Pax (Gerechtigheid en Vrede) opgericht. Deze Commissie had tot doel bij heel het volk Gods het volle bewustzijn te wekken van de plicht, die het in deze tijd heeft te vervullen, de plicht namelijk om de vooruitgang van de arme volken te stimuleren, de sociale rechtvaardigheid onder de volken te bevorderen en aan de minder ontwikkelde volken de hulpmiddelen te verschaffen, waardoor deze zelf hun vooruitgang kunnen verwezenlijken.

## Plicht tot individuele ontplooiing en (internationale) solidariteit
De mens heeft – aldus de paus – de plicht te woekeren met zijn talenten. Hij is door God geschapen met het doel zich te ontplooien en gebruik te maken met wat hem door God is gegeven. De mens is evenwel niet alleen; het mens-zijn houdt een directe oproep in solidair te zijn met anderen, en niet met willekeurige, zelfgekozen anderen, maar met alle andere mensen. Meer in het bijzonder houdt dit volgens de Paus in dat degenen die veel bezitten, niet is toegestaan dat bezit uitsluitend aan zichzelf voor te behouden, maar dat zij verplicht zijn dit te delen met hen die behoeftig zijn. De paus pleit dus voor grotere inspanningen op het terrein van ontwikkelingshulp, maar ook voor bijvoorbeeld programma's die het analfabetisme tegen kunnen gaan.

## Het probleem van de bevolkingsgroei
De paus signaleert dat in de derde wereld de bevolking vaak harder groeit dan de beschikbare middelen om in het levensonderhoud te voorzien. Hij spreekt - aarzelend - over de manieren waarop daar wat aan te doen is:

Dan kan de verleiding groot zijn om het aantal geboorten door radicale maatregelen te verminderen. Het is zeker, dat de publieke overheid, binnen de grenzen van haar bevoegdheid, hier handelend kan optreden door middel van een goede voorlichting aan de burgers en door aangepaste maatregelen, op voorwaarde evenwel, dat deze in overeenstemming zijn met de eisen van de zedenwet en dat ze de rechtmatige vrijheid van de echtgenoten strikt eerbiedigen. Want wordt het onvervreemdbaar recht op het huwelijk en op de voortplanting opgeheven, dan is het gedaan met de menselijke waardigheid. Het is in laatste instantie de zaak van de ouders om met volle kennis van zaken een beslissing te nemen omtrent het aantal kinderen; zij nemen deze verantwoordelijkheid op zich ten overstaan van God, van zichzelf, van de reeds geboren kinderen en van de gemeenschap waartoe zij behoren, en zij volgen hierbij de uitspraken van hun geweten, zoals dit wordt voorgelicht door de wet van God en haar authentieke interpretatie en zoals het zich gesterkt voelt door het vertrouwen op Hem.